# Höhensiedlung am Dietenberg

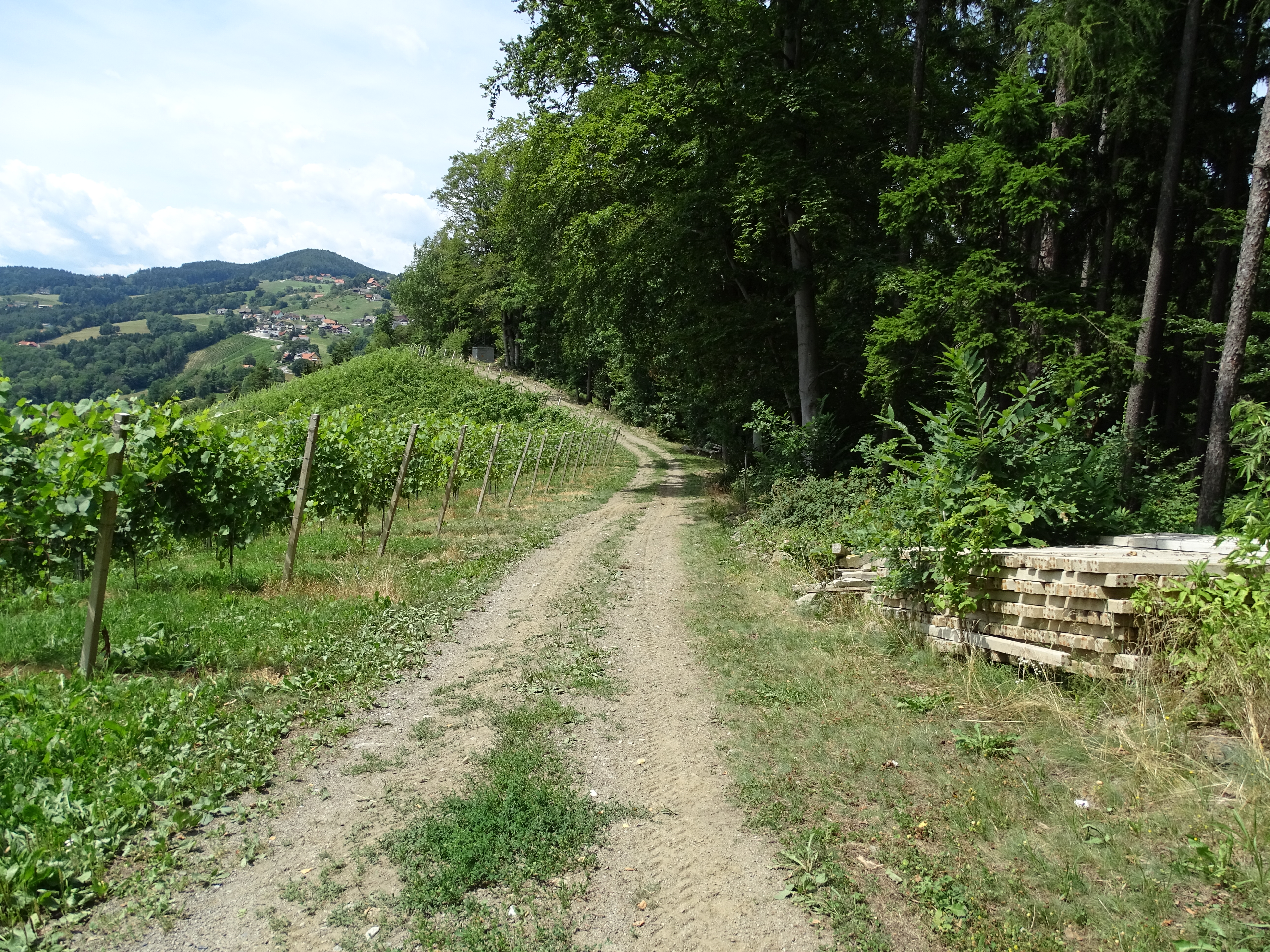
Blick von Osten auf den ehemaligen Standort der Höhensiedlung

Die prähistorische Höhensiedlung am Dietenberg befindet sich auf dem Dietenberg in der Marktgemeinde Ligist in der Weststeiermark. Sie entstand während der Jungsteinzeit, wurde verlassen und in mehreren Phasen neu besiedelt. Sie steht seit 2016 unter Denkmalschutz (Listeneintrag).

## Geographische Lage

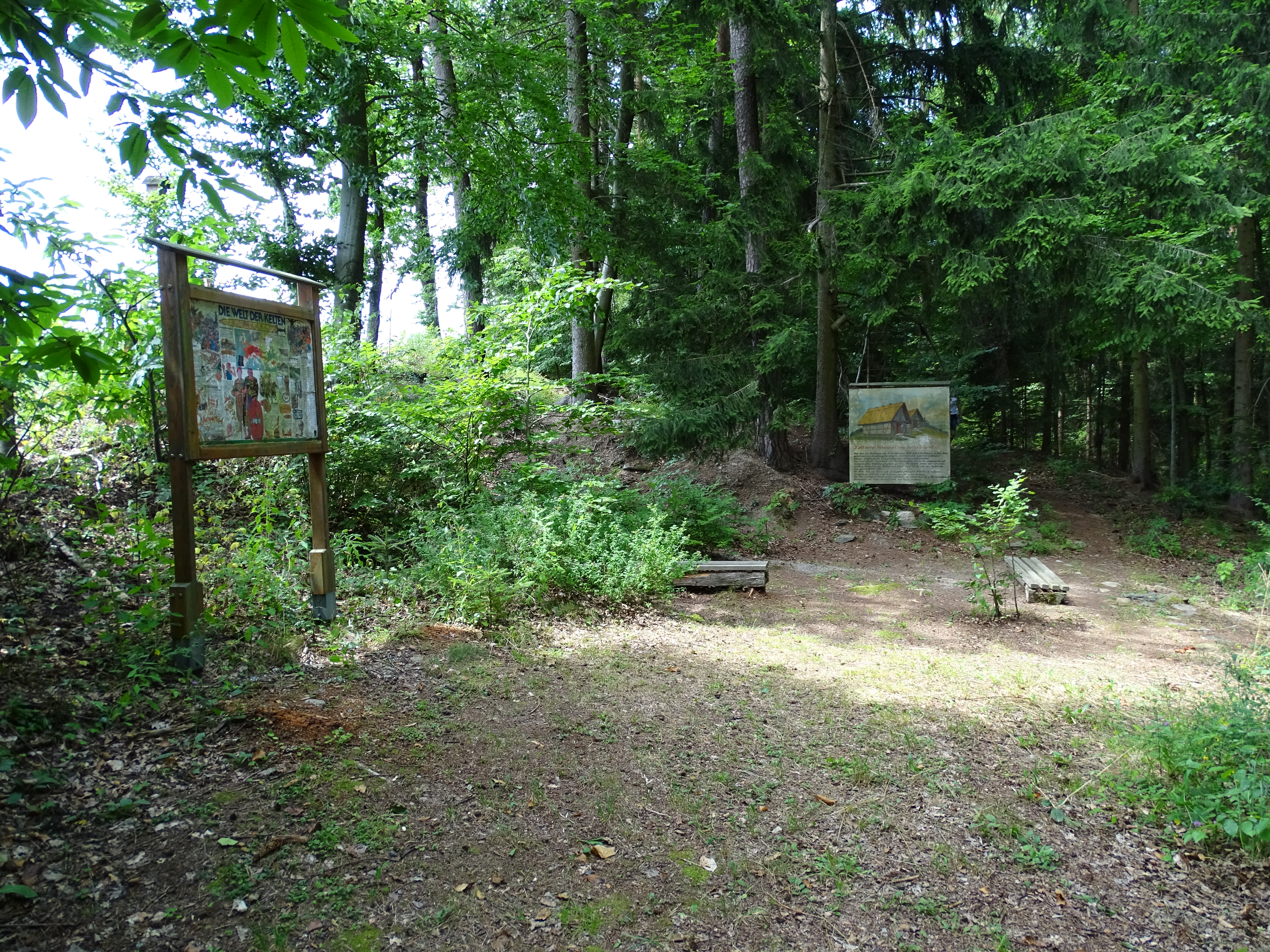
Infotafeln zur Keltensiedlung am Standort eines Keltenhauses, von dem die Fundamente am Boden noch erkennbar sind.

Die Reste der Höhensiedlung wurden am Gipfelplateau des Dietenberges gefunden. Dieser befindet sich am südlichen Ufer der Kainach und nordöstlich des Hauptortes von Ligist.

## Geschichte und Beschreibung
Die Besiedlung des Dietenberges fand in mehreren Phasen statt. Die ältesten Besiedlungsspuren stammen aus der Zeit um 2400 vor Christus und sind der Jung- und Kupfersteinzeit zuzuordnen. Die entdeckten Funde aus der Kupferzeit, wie etwa ein Rollsiegel und eine mit Spiralen verzierte Scheibe, weisen starke Ähnlichkeiten mit der Lasinjakultur auf. Während der Urnenfelderzeit gab es bereits eine dörfliche Siedlung am Dietenberg, und es wurde auch ein Brandgrab aus der Zeit um 1000 vor Christus entdeckt. Vor allem am östlichen Sporn des Dietenberges wurden Funde aus der Hallstattzeit freigelegt.
In der Mitte des 2. Jahrhunderts, während der Latènezeit, wurde die Höhensiedlung am Dietenberg erneut besiedelt, diesmal von den Kelten. Zuerst gab es nur eine geringe Besiedlung, aber gegen Ende der Latènezeit wurde der Gipfelbereich des Dietenberges terrassiert und es wurden Schwellbalkenhäuser errichtet. Eines der entdeckten Häuser aus dieser Zeit war 12 Meter lang und 8 Meter breit. Bis in die Zeit um 100 nach Christus gibt es auch Hinweise auf eine römische Siedlung am Dietenberg, welche wahrscheinlich auch einen Tempel hatte.
Eine erneute Besiedlung des Dietenberges erfolgte erst wieder im 11. Jahrhundert, nachdem die Dietenburg errichtet worden war. Nachdem im Jahr 1946 eine keltische Münze entdeckt worden war, kam es bis 1975 mehrfach zu Raubgrabungen am Dietenberg. Bei durch das Universalmuseum Joanneum durchgeführten Grabungen in den Jahren 1976 und 1977 wurden die Besiedlungsspuren der Höhensiedlung freigelegt.
Da ein neuer Wasserspeicher im Bereich der Höhensiedlung errichtet und dabei größere Mengen des Oberbodens abgetragen werden sollten, wurden am 12. April 2012 zwei Suchschnitte angelegt. Dabei wurden latènezeitliche und ältere Keramikreste gefunden. Die ausführende Baufirma errichtete aber aufgrund eines Kommunikationsfehler am 18. April einen Bauzaun, wobei bereits Teile des Gipfelplateaus abgetragen wurden und mögliche Siedlungsspuren zerstört wurden. Eine vom Verein St:WUK-Kulturpark Hengist zwischen dem 29. April und dem 18. Mai 2013 durchgeführte Grabung legte schließlich einen künstlich angelegten Graben frei, dessen Bedeutung unbekannt ist. Im Jahr 2016 wurde die Höhensiedlung am Dietenberg unter Denkmalschutz gestellt.
Ausgrabungen um 2023 beschäftigen sich mit den Anlagen eines Grabenwerkes, die bis dahin als „Reitergasse“, als Annäherungshindernisse für berittene Angreifer betrachtet wurde. Es wurde publiziert, dass die Gestaltung dieser Hindernisse nicht gegen Berittene, wohl aber gegen Angreifer zu Fuß (Infanterie etc.) nützlich gewesen sein könnte.